# ذكاء اصطناعي مفتوح المصدر
الذكاء الاصطناعي مفتوح المصدر (بالإنجليزية: Open-Source Artificial Intelligence) يشير إلى أنظمة وبرمجيات الذكاء الاصطناعي التي يتم تطويرها وتوزيعها مع توفير شيفرتها المصدرية بشكل علني تحت تراخيص مفتوحة المصدر. يتيح هذا النهج للمطورين والباحثين والمستخدمين الاطلاع على الكود، تعديله، واستخدامه بحرية لتلبية احتياجاتهم، مما يعزز الشفافية والتعاون في مجال الذكاء الاصطناعي.
ولعب الذكاء الاصطناعي مفتوح المصدر دورًا حيويًا في تطوير واعتماد النماذج اللغوية الضخمة (LLMs)، مما غيّر بشكل جذري قدرات توليد النصوص وفهمها فعلى سبيل المثال، يُعد نموذج بيرت BERT من Google نموذجًا مفتوح المصدر يُستخدم على نطاق واسع في مهام مثل التعرف على الكيانات والترجمة اللغوية، مما جعله أداة متعددة الاستخدامات في مجال معالجة اللغة الطبيعية (NLP).
وساهمت هذه النماذج اللغوية الضخمة مفتوحة المصدر في دمقرطة الوصول إلى تقنيات اللغة المتقدمة، مما أتاح للمطورين إمكانية إنشاء تطبيقات مثل المساعدين الشخصيين، وتحليل المستندات القانونية، والأدوات التعليمية، دون الحاجة للاعتماد على الأنظمة المملوكة.
يوجد جدل حول مدى انفتاح أنظمة الذكاء الاصطناعي، إذ يتم التمييز بين درجات الانفتاح — فمقال في مجلة Nature يشير إلى أن بعض الأنظمة التي يتم تقديمها على أنها مفتوحة، مثل نموذج Llama 3 من Meta، "لا تقدم أكثر من واجهة برمجة تطبيقات أو إمكانية تنزيل نموذج يخضع لقيود استخدام غير مفتوحة بشكل واضح". وقد وُجّهت انتقادات لهذا النوع من البرمجيات بوصفها تمارس "الغسل المفتوح"، أي تقديم أنظمة على أنها مفتوحة بينما هي في الواقع مغلقة.

## التأثير على المجتمع
ساهم الذكاء الاصطناعي مفتوح المصدر في جعل التكنولوجيا أكثر ديمقراطية، حيث أتاح للدول النامية والشركات الصغيرة الاستفادة من أدوات متقدمة. كما أثار نقاشات حول الأخلاقيات، مثل مخاطر المعلومات المضللة، وساهم في تسريع البحث العلمي عبر توفير أدوات مجانية للباحثين.
| النموذج    | المطوّر        | عدد المعاملات (البارامترات)           | نافذة السياق | الترخيص                      |
| ---------- | ------------- | ------------------------------------- | ------------ | ---------------------------- |
| LLaMA      | ميتا أيه آي   | 7 مليار، 13 مليار، 33 مليار، 65 مليار | 2048         | ——                           |
| LLaMA 2    | ميتا أيه آي   | 7 مليار، 13 مليار، 70 مليار           | 4 آلاف (4k)  | ترخيص خاص من Meta            |
| Mistral 7B | مسترال أيه آي | 7 مليار                               | 8 آلاف (8k)  | أباتشي 2.0                   |
| GPT-J      | إليوثر آي     | 6 مليار                               | 2048         | أباتشي 2.0                   |
| Pythia     | إليوثر آي     | من 70 مليون إلى 12 مليار              | —            | أباتشي 2.0 (فقط Pythia-6.9B) |